# Coryacris conspersipennis
Coryacris conspersipennis är en insektsart som beskrevs av Bruner, L. 1911. Coryacris conspersipennis ingår i släktet Coryacris och familjen Romaleidae. Inga underarter finns listade i Catalogue of Life.